# Selección femenina de baloncesto de Checoslovaquia
La Selección femenina de baloncesto de Checoslovaquia fue un equipo formado por jugadoras de nacionalidad checoslovaca que representaban en las competiciones internacionales organizadas por la Federación Internacional de Baloncesto (FIBA) o el Comité Olímpico Internacional (COI): los Juegos Olímpicos y Campeonato mundial de baloncesto especialmente. Durante su existencia fue una de las selecciones más exitosas, habiendo conseguido un total de 6 medallas en mundiales y 15 en eurobasket. Nunca consiguieron un oro, debido a la enorme competencia con las potencias sovíeticas y estadounidenses. Después de la desintegración de Checoslovaquia, y la creación de los países República Checa y Eslovaquia, se  formaron las selecciones de República Checa  y Eslovaquia, habiendo seguido estas nuevas selecciones alcanzar diversos éxitos en mundiales y europeos.

## Resultados

### Juegos Olímpicos
| Baloncesto en los Juegos Olímpicos | Baloncesto en los Juegos Olímpicos | Baloncesto en los Juegos Olímpicos | Baloncesto en los Juegos Olímpicos | Baloncesto en los Juegos Olímpicos | Baloncesto en los Juegos Olímpicos |
| ---------------------------------- | ---------------------------------- | ---------------------------------- | ---------------------------------- | ---------------------------------- | ---------------------------------- |
| Montreal 1976:                     | 4º                                 | Moscú 1980:                        | No clasificó                       | Los Ángeles 1984:                  | No clasificó                       |
| Seúl 1988:                         | 8º                                 | Barcelona 1992:                    | 6º                                 | 1996–presente:                     | Extinta                            |

### Mundiales
| Copa Mundial de Baloncesto Femenino | Copa Mundial de Baloncesto Femenino | Copa Mundial de Baloncesto Femenino | Copa Mundial de Baloncesto Femenino | Copa Mundial de Baloncesto Femenino | Copa Mundial de Baloncesto Femenino |
| ----------------------------------- | ----------------------------------- | ----------------------------------- | ----------------------------------- | ----------------------------------- | ----------------------------------- |
| 1953:                               | No clasificó                        | 1957:                               | Medalla de bronce                   | 1959:                               | Medalla de bronce                   |
| 1964:                               | Medalla de plata                    | 1967:                               | Medalla de bronce                   | 1971:                               | Medalla de plata                    |
| 1975:                               | Medalla de bronce                   | 1979:                               | No clasificó                        | 1983:                               | No clasificó                        |
| 1986:                               | 4º                                  | 1990:                               | 4º                                  | 1994–presente:                      | Extinta                             |

### Eurobasket
| Campeonato Europeo de Baloncesto Femenino | Campeonato Europeo de Baloncesto Femenino | Campeonato Europeo de Baloncesto Femenino | Campeonato Europeo de Baloncesto Femenino | Campeonato Europeo de Baloncesto Femenino | Campeonato Europeo de Baloncesto Femenino |
| ----------------------------------------- | ----------------------------------------- | ----------------------------------------- | ----------------------------------------- | ----------------------------------------- | ----------------------------------------- |
| 1938:                                     | No clasificó                              | 1950:                                     | Medalla de bronce                         | 1952:                                     | Medalla de plata                          |
| 1954:                                     | Medalla de plata                          | 1956:                                     | Medalla de bronce                         | 1958:                                     | Medalla de bronce                         |
| 1960:                                     | Medalla de bronce                         | 1962:                                     | Medalla de plata                          | 1964:                                     | Medalla de bronce                         |
| 1966:                                     | Medalla de plata                          | 1968:                                     | 9º                                        | 1970:                                     | 5º                                        |
| 1972:                                     | Medalla de bronce                         | 1974:                                     | Medalla de plata                          | 1976:                                     | Medalla de plata                          |
| 1978:                                     | Medalla de bronce                         | 1980:                                     | 4º                                        | 1981:                                     | Medalla de bronce                         |
| 1983:                                     | 6º                                        | 1985:                                     | 4º                                        | 1987:                                     | 4º                                        |
| 1989:                                     | Medalla de plata                          | 1991:                                     | 5º                                        | 1993:                                     | No clasificó                              |
| 1995–presente:                            | Extinta                                   |                                           |                                           |                                           |                                           |

## Selecciones medallistas en Mundiales
- 1957:  3ª

Milena Blahoutová, Eva Dobiášová, Helena Mázlová, Hana Havlíková, Jarmila Trojková, Dagmar Hubálková, Valéria Tyrolová, Jiřina Štěpánová, Jaroslava Čechová, Hana Kopáčková, Ludmila Lundáková, Zdeňka Moutelíková. Seleccionador: Lubomír Dobrý
- 1959:  3ª

Milena Blahoutová, Eva Dobiášová, Helena Mázlová, Julie Koukalová, Ludmila Lundáková, Jarmila Trojková, Dagmar Hubálková, Vlasta Šourková, Jaroslava Čechová, Věra Grubrová, Stanislava Hubálková, Zdeňka Moutelíková. Seleccionador: Svatopluk Mrázek
- 1964:  2ª

Alena Spejchalová, Sylva Richterová, Marie Soukupová, Vlasta Šourková, Marta Melicharová, Eva Krahulcová, Milena Blahoutová, Helena Jošková, Olga Mikulášková, Pavla Holková, Věra Koťátková, Milena Jindrová. Seleccionador: Svatopluk Mrázek
- 1967:  3ª

Eva Mikulášková, Sylva Richterová, Marie Soukupová, Marta Melicharová, Helena Zvolenská, Ivana Kuchařová, Dana Rumlerová, Helena Jošková, Olga Mikulášková, Pavla Holková, Věra Koťátková, Milena Jindrová. Seleccionador: Miroslav Kříž
- 1971:  2ª

Stanislava Grégrová, Alena Spejchalová, Marie Soukupová, Hana Jarošová, Nataša Dekanová, Jana Zoubková, Yvetta Polláková, Helena Jošková, Naděžda Coufalová, Marta Jirásková, Eva Petrovičová, Milena Jindrová. Seleccionador: Ján Hluchý
- 1975:  3ª

Eva Vrbková, Dana Ptáčková, Pavla Davidová, Ľudmila Chmelíková, Martina Babková, Ivana Kolínská, Yvetta Polláková, Lenka Nechvátalová, Vlasta Vrbková, Marta Jirásková, Hana Jarošová, Milena Jindrová. Seleccionador: Jindřich Drásal